# Ester Salminen
Ester Salminen, född 2 maj 1905 i Lerbäcks församling, Örebro län, död 20 juni 1988 i Lunds Allhelgonaförsamling, dåvarande Malmöhus län, var en svensk författare, främst till läseböcker såsom Nu läser vi samt skildringar av bibliska berättelser, till exempel i Den underbara trädgården och andra berättelser ur Gamla Testamentet. Hon har också medverkat som författare till Bland tomtar och troll.